# Jennifer Cerquera
Jennifer Cerquera, destacada deportista colombiana de la especialidad de nado sincronizado quien fue campeona de Centroamérica y del Caribe en Mayagüez 2010.

## Trayectoria
La trayectoria deportiva de Jennifer Cerquera se identifica por su participación en los siguientes eventos nacionales e internacionales:

### Juegos Centroamericanos y del Caribe
Fue reconocido su triunfo de ser la primera deportista con el mayor número de medallas de plata de la selección de  Colombia 
en los juegos de Mayagüez 2010.

#### Juegos Centroamericanos y del Caribe de Mayagüez 2010
Su desempeño en la vigésima primera edición de los juegos, se identificó por ser la segunda deportista con el mayor número de medallas de plata entre todos los participantes del evento, con un total de 4 medallas:

- , Medalla de plata: Combinación
- , Medalla de plata: Dúo Técnica
- , Medalla de plata: Equipo Libre
- , Medalla de plata: Equipo Técnica
- , Medalla de bronce: Dúo Libre